# Coleoxestia kuratai
Coleoxestia kuratai es una especie de escarabajo longicornio del género Coleoxestia, tribu Cerambycini, subfamilia Cerambycinae. Fue descrita científicamente por Eya & Chemsak en 2005.

## Descripción
Mide 25-32 milímetros de longitud.

## Distribución
Se distribuye por El Salvador, Guatemala, Honduras y México.